# Japans Grand Prix 1990
Japans Grand Prix 1990 var det femtonde av 16 lopp ingående i formel 1-VM 1990.

## Rapport
Kvällen före detta lopp hade det pågått en konflikt rörande pole position. McLaren ville ändra den så att Ayrton Senna skulle få starta från en renare del av banan, men deras begäran avslogs. Senna ansåg att detta hade skett i samförstånd mellan hans rival Alain Prost och tävlingsledningen vilket låg bakom hans beslut om ett fruktansvärt sätt att hantera starten. Om Sennas startposition skulle visa sig vara ofördelaktig skulle han absolut inte ge sig i första kurvan. Prost gjorde som väntat en bra start och när bilarna gick in i första kurvan låg han en halv billängd före. Senna, som försökte hitta en lucka, lyfte inte av. De två bilarna kolliderade och snurrade av banan ut i en sandfålla. Senna hade sedan tidigare 78 poäng och Prost 69 och Senna var, med ett lopp kvar att köra, klar världsmästare eftersom Prost inte längre kunde få ihop erforderliga poäng för att gå förbi.

## Resultat
1. Nelson Piquet, Benetton-Ford, 9 poäng
2. Roberto Moreno, Benetton-Ford, 6
3. Aguri Suzuki, Larrousse (Lola-Lamborghini), 4
4. Riccardo Patrese, Williams-Renault, 3
5. Thierry Boutsen, Williams-Renault, 2
6. Satoru Nakajima, Tyrrell-Ford, 1
7. Nicola Larini, Ligier-Ford
8. Pierluigi Martini, Minardi-Ford
9. Alex Caffi, Arrows-Ford
10. Philippe Alliot, Ligier-Ford

### Förare som bröt loppet
- Derek Warwick, Lotus-Lamborghini (varv 38, växellåda)
- Johnny Herbert, Lotus-Lamborghini (31, motor)
- Michele Alboreto, Arrows-Ford (8, motor)
- Nigel Mansell, Ferrari (26, transmission)
- Emanuele Pirro, BMS Scuderia Italia (Dallara-Ford) (24, generator)
- Eric Bernard, Larrousse (Lola-Lamborghini) (24, motor)
- Gianni Morbidelli, Minardi-Ford (18, snurrade av)
- Ivan Capelli, Leyton House-Judd (16, tändning)
- Andrea de Cesaris, BMS Scuderia Italia (Dallara-Ford) (13, snurrade av)
- Mauricio Gugelmin, Leyton House-Judd (5, motor)
- David Brabham, Brabham-Judd (2, koppling)
- Gerhard Berger, McLaren-Honda (1, snurrade av)
- Ayrton Senna, McLaren-Honda (0, kollision)
- Alain Prost, Ferrari (0, kollision)
- Stefano Modena, Brabham-Judd (0, kollision)
- (DNS) Jean Alesi, Tyrrell-Ford (0, illamående)

### Förare som ej kvalificerade sig
- Olivier Grouillard, Osella-Ford
- Gabriele Tarquini, AGS-Ford
- Yannick Dalmas, AGS-Ford
- Bertrand Gachot, Coloni-Ford

## VM-ställning
| Förarmästerskapet 1. Ayrton Senna, McLaren-Honda, 78 2. Alain Prost, Ferrari, 69 3. Gerhard Berger, McLaren-Honda, 40 | Konstruktörsmästerskapet 1. McLaren-Honda, 118 2. Ferrari, 100 3. Benetton-Ford, 62 |